# Port lotniczy Ouanda Djallé
Port lotniczy Ouanda Djallé – krajowy port lotniczy zlokalizowany w Ouanda Djallé, w Republice Środkowoafrykańskiej.